# Eivin Sannes
Eivin Johan Sannes  (* 7. Oktober 1937 als Johann Sannes  in Kristiansund; † 3. September 2019) war ein norwegischer Jazz-Pianist und Organist.

## Werdegang
Eivin Sannes wuchs in Hønefoss auf und begann seine Karriere 1958/59 als Musiker im Orchester von Pete Brown. Er arbeitete dann in den 1960er Jahren in der Jazzszene Bergens, wo er von 1961 bis 1965 mit seinem Trio regelmäßig als Hausband im Hotel Neptun spielte; dabei trat er u. a. mit Dexter Gordon, Karin Krog, Eje Thelin, Bernt Rosengren, Bjørn Johansen, Frode Thingnæs, Inez Cavanaugh, Don Byas, Sahib Shihab, Leo Wright, Albert Nicholas, Rolf Billberg und Kenny Dorham auf. Daneben spielte er in Per Brevigs Big Band (1962–1965).
Nach seinem Engagement im Neptun spielte er in Restaurants und Ozeandampfern; zudem arbeitete er mit Arvid Genius (1969), der Bergen Big Band und der Formation Bergenskvintetten. 1972 zog er nach Stavanger, wo er eine Weile nur noch sporadisch auftrat, unter anderem 1977 mit Carmell Jones and Leo Wright auf dem Molde Jazz Festival. 1979 zog er nach Oslo. In den 1980ern spielte er dort  mit eigenen Formationen und in den Bands von Harald Gundhus, Ditlef Eckhoff, Atle Hammer, Bjarne Nerem, Harald Bergersen, Per Nyhaug, Paul Weeden, Rowland Greenberg, daneben mit der Big Chief Jazzband mit Tore Faye/Andreas Skjold/Monica Borgen.

## Diskographische Hinweise
- Sandu (Gemini, 1991) mit Ronnie Gardiner,  Sture Janson
- Jubilee (Gemini, 1997) (Gemini, 1997).
- Together (Gemini, 1998/99) mit Eyvind Olsen, Christian Mortensen, Inge Stangvik
- Together again (Hot Club Records, 2001).